# El Sida y Sus Metáforas
El sida y sus metáforas es una obra de teoría crítica de 1989 de Susan Sontag . En este libro que acompaña a su Illness as Metaphor (1978), Sontag amplía sus argumentos sobre las metáforas atribuidas al cáncer a la crisis del SIDA. Sontag explora cómo se forman las actitudes hacia las enfermedades en la sociedad e intenta deconstruirlas.

## Visión general
La enfermedad como metáfora fue una respuesta a las experiencias de Sontag como paciente de cáncer, ya que notó que los mitos culturales que rodean al cáncer la afectaron negativamente como paciente. Ella descubre que, una década después, el cáncer ya no está envuelto en secreto y vergüenza, sino que ha sido reemplazado por el SIDA como la enfermedad más satanizada por la sociedad. Ella encuentra que las metáforas que asociamos con la enfermedad contribuyen no solo a estigmatizar la enfermedad, sino también a estigmatizar a los que están enfermos. Ella cree que las distracciones de las metáforas y los mitos finalmente causan más muertes por esta enfermedad.
Discutir la enfermedad en términos metafóricos no es nuevo, pero Sontag dice que el SIDA es la mejor oportunidad para "metaforizar" en los últimos años. Además, debido a que sus primeros años en los Estados Unidos estuvieron marcados por la aflicción de grupos de riesgo muy específicos (hombres homosexuales y usuarios de drogas intravenosas ), ha sido estigmatizado. Se percibe que la enfermedad del paciente es culpa del paciente, debido a los hábitos inseguros que uno aparentemente tiene que seguir para contraerla: "indulgencia, delincuencia, adicciones a sustancias químicas que son ilegales y al sexo considerado como anormal". Tener estos subgrupos definidos creó una distinción entre los enfermos y potencialmente enfermos y la población general.
El SIDA es visto como una plaga y como un juicio sobre los individuos que la padecen. A menudo se discute como una consecuencia de la decadencia y un castigo por el comportamiento sexual desviado.
Aunque es probable que el VIH no sea un virus nuevo, su aparición cambió las actitudes hacia la enfermedad y la medicina. Claramente, las enfermedades infecciosas no han sido derrotadas tan sumariamente como la sociedad hubiera preferido creer.
Generalmente, las muchas incertidumbres sobre el SIDA son el centro del discurso sobre la enfermedad, y se multiplican las garantías de que "la población en general" está a salvo. Los juicios sobre la enfermedad y los pacientes todavía están implícitos en cualquier discusión, y Sontag cree que separar la culpa y la vergüenza de las perspectivas sobre esta enfermedad y retirar las metáforas militares de la discusión contribuirá a un discurso productivo sobre el SIDA y ayudará a quienes han contraído la enfermedad.

## Comparaciones realizadas
Para explicar sus afirmaciones sobre las diversas metáforas atribuidas al SIDA y las enfermedades de manera más general, Sontag emplea una serie de comparaciones entre el SIDA, el cáncer y las enfermedades históricas.

### SIDA y cáncer
El cáncer fue en un momento la identidad de un paciente. Era una condición vergonzosa y estigmatizada, y a menudo se omitía de los obituarios y se ocultaba a la mayor cantidad de personas posible. A menudo, se percibía como una maldición o un castigo. Sontag afirma que el SIDA se ha hecho cargo de todos los aspectos, y que los pacientes con SIDA ahora sufren el mismo juicio y estigmatización, o peor, que los pacientes con cáncer alguna vez sufrieron.

### SIDA y sífilis
Al igual que la sífilis, se percibe que el SIDA tiene etapas. La etapa terciaria de la sífilis fue la más grave, al igual que el SIDA, y ambas tienen un período de latencia antes de la progresión. Sin embargo, la sífilis no siguió su curso completo en todos los casos, e incluso los casos que terminaron en muerte podrían idealizarse. Por ejemplo, numerosos artistas sufrían de sífilis, y llegó a ser una opinión aceptada que sus efectos en el cerebro podrían inspirar un pensamiento original. No existe tal factor de compensación para el SIDA, y era demasiado temprano en la epidemia en el momento de escribir este libro para determinar definitivamente si el SIDA siempre progresa hasta la muerte.

### Percepciones relativas de las enfermedades
Sontag examina una teoría sobre las percepciones relativas de las enfermedades. Ella cree que las enfermedades que la sociedad encuentra más aterradoras no son las más extendidas o las más letales, sino las que se ven como deshumanizantes. Por ejemplo, una fobia a la rabia asoló la Francia del siglo XIX, pero la rabia era en realidad increíblemente rara y aterradora con sus ideas de que podía transformar a los humanos en animales delirantes. El cólera ha matado a menos personas que la viruela, pero la "indignidad de los síntomas" lo hizo más terrible. La poliomielitis "marchitó el cuerpo" pero no tocó el rostro, colocándolo por encima de padecimientos como la lepra .

## Metáforas
Sontag define las metáforas como "dar a la cosa un nombre que pertenece a otra cosa", y señala que se han utilizado a lo largo de la historia para hablar sobre el cuerpo, la enfermedad y la salud.

### Metáforas militares
Cuando se descubrió que las enfermedades eran causadas por patógenos, las metáforas asociadas adquirieron un estilo militar y, desde entonces, las metáforas militares han llegado a dominar la forma en que hablamos de situaciones médicas. Hay "defensas inmunológicas" y medicina "agresiva", y los "esfuerzos para reducir la mortalidad por una enfermedad determinada se llaman lucha... guerra". Sontag afirma que estos términos militares son un factor de estigmatización de ciertas enfermedades y de quienes las padecen. Explica que "las metáforas y los mitos, estaba convencida, matan".

### Invasión y contaminación
El SIDA se presta a la metaforización y sus descripciones combinan dos de las metáforas más potentes asociadas con la enfermedad. Primero, está conectado con la idea de una enfermedad como invasor, completa con todas las metáforas militares de defensa y guerra. Sontag enfatiza que a medida que nosotros, como sociedad, nos hemos acostumbrado más a pelear guerras ideológicas, es más fácil conceptualizar montar una guerra contra una enfermedad. Las descripciones del SIDA a menudo adquieren un sabor fuera de este mundo, especialmente cuando se habla de la "toma de posesión extraterrestre" de las células del cuerpo por parte del invasor.
En segundo lugar, se describe su transmisión en términos de contaminación. Esto crea una división entre la población general y los portadores de enfermedades que los ponen en peligro, y reabre un tema no visto en los últimos años: el concepto de enfermedad como castigo . Debido a que el SIDA se transmite sexualmente, y debido a que los grupos con mayor riesgo de SIDA en sus primeros años eran poblaciones que tenían comportamientos condenados por la sociedad (homosexualidad, uso de drogas ilegales), el SIDA se consideraba un juicio sobre el paciente. Como el SIDA no ataca al azar, como lo hace el cáncer, contraer el SIDA te hizo culpable, cómplice de tu propia enfermedad, sufriendo las consecuencias de tu propia actividad deliberada.

### Plaga
Sontag cree que "la peste es la principal metáfora con la que se entiende la epidemia del sida", y que el sida le ha quitado ese manto al cáncer. Cuando se considera que el SIDA afecta a un "grupo de riesgo", se recupera la idea histórica de que la "enfermedad ha juzgado". Un punto importante para una plaga es que la aflicción debe venir de algún otro lugar. Se cree que el SIDA vino de los "países oscuros" y se extendió a Occidente. Debido a que el SIDA se transmite sexualmente, la conexión entre la plaga y el castigo se hace fácilmente.

## Cambios provocados por el SIDA
Sontag afirma que el SIDA ha creado un nuevo concepto de enfermedad, en el que un paciente está "enfermo" tan pronto como está infectado, ya sea que haya mostrado síntomas o no. Ella habla de tabular los casos de enfermedad, donde antes el número se basaba en aquellos con síntomas demostrados pero con SIDA es un número casi arbitrario. En esta nueva visión de la enfermedad, uno puede perder su empleo, su vivienda y su lugar en la sociedad años antes de cualquier cambio en la salud.
Además, con los avances modernos en la medicina, la sociedad había comenzado a creer que las epidemias y las enfermedades incurables eran cosa del pasado. El advenimiento del SIDA demostró que estas conclusiones estaban equivocadas. Se recuperó la noción de "plaga", pero cuando se había utilizado anteriormente para conceptualizar el castigo de una sociedad, se adaptó para ser un castigo infligido a un individuo o grupo pequeño.
Sontag discute sus puntos de vista sobre la cultura homosexual masculina antes del SIDA, diciendo que habían abrazado la cultura sexual de libertad de la década de 1970. La opinión de que todas las enfermedades de transmisión sexual eran fácilmente curables había llevado a una mentalidad de obtener lo que uno quería cuando uno lo quería, y esto terminó por completo con la aparición del SIDA. De repente, el sexo se vio como un posible suicidio o asesinato.

## Recepción
Christopher Lehmann-Haupt escribe que aunque "valioso tanto como historia como como consejo práctico", al trabajo le faltan conclusiones y opiniones que lo harían más poderoso. Es "difícil decir cuál es el punto de vista de la Sra. Sontag", ya que funciona como historiadora objetiva y atacante de puntos de vista con los que no está de acuerdo. Sontag en realidad no responde a las preguntas de si adaptar el comportamiento frente al SIDA es la protección adecuada contra la infección, o cómo la sociedad debería reaccionar ante la epidemia. Y su conclusión en las últimas páginas, que las metáforas que está “más ansiosa por ver retiradas” son el conjunto extraído del vocabulario militar. Después de los muchos temas discutidos en el trabajo, este parece un punto poco profundo para terminar.
Paul Robinson escribe que "la enfermedad en sí, y no la forma en que hablamos de ella, es la verdadera fuente de su horror", y convierte el punto de Sontag de que "no podemos pensar sin metáforas" en sí mismo. Esto indica que, en lugar de intentar deconstruir estas enfermedades por completo, deberíamos preguntarnos "si sus metáforas están bien o mal elegidas". La crítica literaria Camille Paglia escribe que El SIDA y sus metáforas fue un intento de Sontag de "ponerse al día" después de veinte años de silencio sobre los problemas de los homosexuales. Paglia agregó que aunque normalmente no está de acuerdo con "el establecimiento de activistas homosexuales", en su opinión, Sontag fue "golpeado con razón" por los activistas homosexuales por el trabajo.